# NGC 657
NGC 657 é um aglomerado aberto na direção da constelação de Cassiopeia. O objeto foi descoberto pelo astrônomo John Herschel em 1831, usando um telescópio refletor com abertura de 18,6 polegadas. 